# 10233 Le Creusot
10233 Le Creusot (1997 XQ2) là một tiểu hành tinh vành đai chính được phát hiện ngày 5 tháng 12 năm 1997 bởi J.-C. Merlin ở Le Creusot.